# McDonald & Dodds
McDonald & Dodds ist eine britische Kriminalfilm-Reihe, erdacht vom Autor Robert Murphy, der auch die Drehbücher zur Reihe schrieb.
Es handelt sich um eine weitere Produktion des britischen Fernsehsenders ITV, der für erfolgreiche Krimiserien wie Inspector Barnaby, Agatha Christie’s Poirot oder Lewis – Der Oxford Krimi bekannt ist.

## Handlung
Die Serie spielt in der westenglischen Stadt Bath in Somerset. Der unscheinbare und etwas verschroben wirkende Detective Sergeant Dodds (gespielt von Jason Watkins, bekannt unter anderem aus der Netflix-Serie The Crown) ermittelt nach elf Jahren Schreibtischarbeit wieder in einem Mordfall. Er wird dabei seiner neuen und deutlich jüngeren Vorgesetzten DCI Lauren McDonald (gespielt von Tala Gouveia) zur Seite gestellt – die beiden könnten unterschiedlicher nicht sein.
DS Dodds ist jenseits der fünfzig, trägt in der ersten Episode einen unauffälligen grauen Pullunder und darüber eine funktionale beige Jacke, er wirkt etwas kauzig und seine Welt ist noch analog, d. h. er arbeitet mit einem abgegriffenen Notizblock und wälzt für seine Recherchen Bücher in der Bibliothek. Er hat jedoch einen scharfen Verstand und einen guten Blick für kleine, aber wichtige Details am Tatort. Seine ehrgeizige Vorgesetzte DCI Lauren McDonald ist Anfang dreißig und frisch aus London in der Provinz angekommen, wo alle Dinge etwas anders laufen, als sie es gewohnt ist. Anders als DS Dodds nutzt sie die Errungenschaften der Digitalisierung für ihre Ermittlungen, d. h. sie hat immer Smartphone und Tablet bei sich.
Beiden vorgesetzt ist Chief Superintendent John Houseman (James Murray). Es wird schnell klar, dass er DS Dodds gerne im vorzeitigen Ruhestand sehen würde.

## Besetzung
- Detective Sergeant (DS) Dodds – Jason Watkins
- Detective Chief Inspector (DCI) Lauren McDonald – Tala Gouveia
- Chief Superintendent John Houseman – James Murray
- Detective Constable (DC) Laura Simpson – Pearl Chanda
- DC Darren Craig – Jack Riddiford
- DC Milena Paciorkowski – Lily Sacofsky

## Episodenliste

### Staffel 1
| Staffel | Episode | Deutscher Titel               | Originaltitel                     | Erstausstrahlung UK | Deutschsprachige Erstausstrahlung | Regie          |
| --- | ------- | ----------------------------- | --------------------------------- | ------------------- | --------------------------------- | -------------- |
| 1 | 1       | Der Tote nahm den Hut         | The Fall of the House of Crockett | 01. März 2020       | 25. Oktober 2020                  | Richard Senior |
| In ihrer ersten gemeinsamen Mordermittlung müssen DCI Lauren McDonald und DS Dodds den Fall eines erschossenen Mannes aufklären. Als der bekannte Erfinder Max Crockett (gespielt von Robert Lindsay) und seine schwangere Frau Mathilde (Natalie Mendoza) nach Hause kommen, finden sie den Toten am Treppenabsatz in ihrer Eingangshalle. Es scheint zunächst, als wären zwei Einbrecher in Streit geraten und einer der beiden wäre dabei erschossen worden. Dann kommt jedoch der Verdacht auf, dass auch das Familienoberhaupt Max Crockett das Ziel des Täters gewesen sein könnte. Der Fall ist entsprechend verworren, zumal im Hause Crockett die Übergabe der Unternehmensleitung von Max an eine seiner Töchter vorbereitet wird … |         |                               |                                   |                     |                                   |                |
| 1 | 2       | Die Leiche hing am Wasserrohr | A Wilderness of Mirrors           | 08. März 2020       | 08. November 2020                 | Laura Scrivano |
| In einer Sucht- und Therapieklinik wird die Leiche der Patientin Jane Crawford (Suzanne Packer) entdeckt und es sieht nach Suizid aus, doch DS Dodds glaubt an einen Mord. Die Ermittler führen Gespräche im Umfeld der Toten, unter anderem mit der Therapeutin Kelly Mulcreevy (Joanna Scanlan) und anderen Mitgliedern der Therapiegruppe wie Miles Stevens (Freddie Fox) und Alison Speirs (Caroline Catz). Sie fordern sogar Verstärkung für ihre Ermittlungen an, doch plötzlich sieht es so aus, als sei Dodds ein Fehler unterlaufen und seine Mord-Theorie scheint in sich zusammen zu fallen … |         |                               |                                   |                     |                                   |                |

### Staffel 2
Zwei Folgen der zweiten Staffel wurden erstmals im Februar und März 2021 auf ITV erstausgestrahlt. Angekündigt war eine dritte Folge mit dem Originaltitel „The War of the Rose“, deren Ausstrahlung in UK jedoch zunächst zurückgehalten wurde. Diese Episode wurde im Sommer 2022 als Folge drei von vier der dritten Staffel auf ITV ausgestrahlt. Die ersten beiden Folgen wurden wieder von Robert Murphy geschrieben, die dritte zusammen mit Kam Odedra. Regie führten Alex Pillai, Rebecca Rycroft und Ian Aryeh. In Deutschland wurden alle drei Episoden im Frühjahr 2022 im ZDF ausgestrahlt.
| Staffel | Episode | Deutscher Titel               | Originaltitel                | Erstausstrahlung UK | Deutschsprachige Erstausstrahlung | Regie           |
| --- | ------- | ----------------------------- | ---------------------------- | ------------------- | --------------------------------- | --------------- |
| 2 | 1       | Der Mann, der nicht da war    | The Man Who Wasn’t There     | 28. Februar 2021    | 27. März 2022                     | Alex Pillai     |
| Mick (Martin Kemp) lädt seine Freunde Gordon (Rupert Graves), Jackie (Cathy Tyson) und Barbara (Patsy Kensit) zu einer Fahrt in einem Heißluftballon ein. Die vier kennen sich bereits seit den 1980er Jahren, sind in der Zeit in London reich geworden und waren bekannte Persönlichkeiten. Kurz vor dem Start des Ballons taucht Frankie (Vince Leigh) auf und schließt sich der Gruppe an. In der Luft kommt es zu einem dramatischen Zwischenfall: Ein Karabinerhaken bricht und bringt den Korb in Schieflage. Es scheint nicht mehr genug Gas in den Tanks zu sein, um aufsteigen und den Ballon stabilisieren zu können, dennoch gelingt eine Notlandung – jedoch ohne Frankie. Hat er sich für die anderen geopfert und ist gesprungen, ist er aus dem Korb gestürzt oder wurde er gestoßen? McDonald und Dodds erhalten bei ihren Ermittlungen Unterstützung durch den Flugunfalluntersucher Roy Gilbert (Rob Brydon), der zusammen mit Dodds nachweisen kann, dass die Gastanks manipuliert waren. Das Motiv für den Mord und damit auch der Täter bleiben jedoch zunächst unklar. |         |                               |                              |                     |                                   |                 |
| 2 | 2       | Das Licht am Ende des Tunnels | We Need To Talk About Doreen | 07. März 2021       | 03. April 2022                    | Rebecca Rycroft |
| Angela McGruder (Joy McAvoy) fährt mit ihren schottischen Freundinnen Hilary (Shelley Conn), Cath, Melissa und Doreen (Sharon Rooney) übers Wochenende nach Bath, um dort ihren Geburtstag zu feiern. Am Morgen nach der Party wird die Leiche des französischen Profi-Rugby-Spielers Dominique Aubert (Tomos Gwynfryn-Evans) auf den Gleisen eines Eisenbahntunnels aufgefunden, mit ihm hatte Angela in der Nacht geflirtet. Zunächst ist offen, warum er im Box Tunnel war, durch den jedes Jahr am 9. April die Sonne scheint. Die Mordwaffe ist ein Cocktailglas, denn dem Drink war eine Droge zugesetzt worden, die zum Tod geführt hat. Das Ermittlerteam muss klären, ob der Mord mit einem Transfer in der Rugby-Szene zu tun hat oder jemand aus dem Freundeskreis dahinter steckt. Gastgeber der Party war Jimmy Daly (John Thomson), der den Transfer von Dominique von Nantes nach Bath finanziert hat. Die Ermittlungen gestalten sich schwierig, unter anderem weil sich die Freundinnen kaum an den vorigen Abend erinnern können.                                           |         |                               |                              |                     |                                   |                 |
| 2 | 3       | Gesichter des Todes           | The War of the Rose          | 20. August 2021     | 10. April 2022                    | Ian Aryeh       |
| Die Influencerin Rose (Rosie Day) entscheidet sich für einen Eingriff in einer Klinik für plastische Chirurgie, den sie nicht überlebt. Zunächst sieht es nach einem Narkoseunfall während der Operation aus, die Blutuntersuchung ergibt jedoch als Todesursache Herzstillstand durch Kaliumchlorid. Die Flynn-und-Ford-Privatklinik gehört den exzentrischen Ärzten Mariel Flynn (Sarah Parish) und Algernon „Al“ Ford (Rhashan Stone), die sich in Scheidung befinden und bekriegen. McDonald & Dodds müssen mit ihrem Team klären, wer ein Motiv hatte Rose zu töten und wie die Ampulle mit dem Narkosemittel ausgetauscht werden konnte. |         |                               |                              |                     |                                   |                 |

### Staffel 3
In Großbritannien wurden vier Folgen der dritten Staffel ab Mitte Juni 2022 auf ITV erstausgestrahlt, darunter die Episode „The War of the Rose“, die in Deutschland im Rahmen der zweiten Staffel als dritte Episode ausgestrahlt wurde. Drehbuchautoren waren Robert Murphy und Robert Drummond.
| Staffel | Episode | Deutscher Titel | Originaltitel          | Erstausstrahlung UK | Deutschsprachige Erstausstrahlung | Regie         |
| --- | ------- | --------------- | ---------------------- | ------------------- | --------------------------------- | ------------- |
| 3 | 1       |                 | Belvedere              | 19. Juni 2022       |                                   | Robert Quinn  |
| Am helllichten Tag kommt eine junge Frau in einem belebten Park ums Leben. Obwohl entsprechend Zeugen vor Ort waren, sind die Umstände rund um ihren Tod mysteriös und ihre Identität nicht einfach zu ermitteln. |         |                 |                        |                     |                                   |               |
| 3 | 2       |                 | A Billion Beats        | 26. Juni 2022       |                                   | Isher Sahota  |
| McDonald und Dodds werden in die Welt der Formel 1 hineingezogen, nachdem ein talentierter, junger Rennfahrer unter zunächst ungeklärten Umständen beim Training ums Leben gekommen ist.                          |         |                 |                        |                     |                                   |               |
| 3 | 3       |                 | Clouds Across the Moon | 10. Juli 2022       |                                   | Sasha Ransome |
| Der Fund einer Leiche an Allerseelen in einem flachen Grab im Schatten des Glastonbury Tor löst eine unheimliche Abfolge von Ereignissen aus.                                                                     |         |                 |                        |                     |                                   |               |

## Belege
1. ↑  „McDonald & Dodds“ im ZDF – Ein seltsames Pärchen. Der Tagesspiegel, 24. Oktober 2020, abgerufen am 26. Oktober 2020.